# Claudio Albizuris
Claudio Josué Albizuris Aguilár (Cidade da Guatemala, 1 de julho de 1981), mais conhecido por Claudio Albizuris, é um futebolista guatemalteco, que atua como Volante,Zagueiro.

## Carreira em clubes
A carreira de Albizuris é diretamente ligada ao Municipal, estreando profissionalmente em 2000, aos 19 anos, saindo apenas em 2010. 
Teve uma curta passagem pela USAC entre 2010 e 2011, sem muito sucesso, antes de regressar ao Municipal, ainda em 2011.

## Seleção
Desde 2001, Albizuris defende a Seleção Guatemalteca de Futebol, tendo atuado na Copa Ouro da CONCACAF de 2002. Um ano antes, faria sua estreia em torneios de seleções, disputando a Copa das Nações UNCAF de 2001. No total, foram 34 partidas pela Seleção, com um gol marcado, na partida contra El Salvador, pela Copa das Nações da UNCAF de 2007.